# Fresno de la Ribera (kommunhuvudort)
Fresno de la Ribera är en kommunhuvudort i Spanien.   Den ligger i provinsen Provincia de Zamora och regionen Kastilien och Leon, i den centrala delen av landet, 200 km nordväst om huvudstaden Madrid. Fresno de la Ribera ligger 663 meter över havet och antalet invånare är 416.
Terrängen runt Fresno de la Ribera är platt. Runt Fresno de la Ribera är det ganska glesbefolkat, med 21 invånare per kvadratkilometer. Närmaste större samhälle är Zamora, 15,0 km väster om Fresno de la Ribera. Trakten runt Fresno de la Ribera består till största delen av jordbruksmark.